# Pieterkerkje
Het Pieterkerkje was een christelijke gereformeerde kerk in de plaats Nieuwpoort, in de Nederlandse gemeente Molenlanden (provincie Zuid-Holland). Het gebouw was van oorsprong een koetshuis.